# Immetalia doleschalli
Immetalia doleschalli là một loài bướm đêm trong họ Noctuidae.